# Charles Poulenard
Charles Alexandre Casimir Poulenard  (né le 30 mars 1885 à Sens - mort le 10 novembre 1958 à Paris) est un athlète français spécialiste du 400 mètres.
Licencié au Racing Club de France de Paris, il remporte trois titres de champion de France, sur 1 500 mètres en 1906, sur 400 m haies en 1912 et sur 400 m en 1913. Il participe aux Jeux olympiques de 1912 de Stockholm où il est éliminé au premier tour du 200 m et du 800 m, et atteint les demi-finales du 400 m. En fin de compétition, Charles Poulenard remporte la médaille d'argent du relais 4 × 400 mètres, nouvelle épreuve olympique, en compagnie de Pierre Failliot, Charles Lelong et Robert Schurrer. L'équipe de France établit le temps de 3 min 20 s 7 et est devancée par l'équipe des États-Unis.
Entre les deux guerres, il repère Jules Ladoumègue, dont il devient l'entraîneur et le mentor.

## Records personnels
- 200 m : 22 s 8 (1912)
- 400 m : 50 s 0 (1908)
- 800 m 1 min 57 s 6 (1912)

## Palmarès
| Date | Compétition     | Lieu      | Résultat | Discipline |
| ---- | --------------- | --------- | -------- | ---------- |
| 1912 | Jeux olympiques | Stockholm | 2e       | 4 × 400 m  |

- Champion de France du 1 500 m en 1906, du 400 m haies en 1912, du 400 m en 1913